# Championnat de Bolivie de football 1990
Navigation
Saison précédente Saison suivante
La saison 1990 du Championnat de Bolivie de football est la seizième édition du championnat de première division en Bolivie. Le championnat se dispute en deux tournois indépendants dont les vainqueurs s'affrontent pour le titre national.
C'est le club d'Oriente Petrolero qui remporte la compétition après avoir gagné les deux tournois saisonniers. C'est le troisième titre de champion de l'histoire du club, le premier depuis 1979.

## Qualifications continentales
Le champion se qualifie pour la phase de groupes de la Copa Libertadores 1991, tout comme le club finaliste du championnat. 

## Les clubs participants
| - Jorge Wilstermann Cochabamba - San José Oruro - Oriente Petrolero - Bolivar La Paz - Real Santa Cruz - Destroyers Santa Cruz - San Pedro Cochabamba - Promu de Primera B | - Ciclón Tarija - Club Always Ready - Club Blooming - The Strongest La Paz - Club Independiente Petrolero - Promu de Primera B - Litoral La Paz |

## Compétition
Le barème utilisé pour établir l'ensemble des classements est le suivant :
- Victoire : 2 points
- Match nul : 1 point
- Défaite : 0 point

### Tournoi I
- Club Always Ready et Litoral La Paz ne participent pas au tournoi pour une raison indéterminée.

#### Premier tour
| Rang | Équipe                       | Pts | J  | G | N | P | Bp | Bc | Diff |
| ---- | ---------------------------- | --- | -- | - | - | - | -- | -- | ---- |
| 1    | Bolivar La Paz               | 20  | 14 |   |   |   |    |    |      |
| 2    | Oriente Petrolero            | 18  | 14 |   |   |   |    |    |      |
| 3    | San José Oruro               | 16  | 14 |   |   |   |    |    |      |
| 4    | Jorge Wilstermann Cochabamba | 14  | 14 |   |   |   |    |    |      |
| 5    | Ciclon Tarija                | 11  | 14 |   |   |   |    |    |      |
| 6    | Real Santa Cruz              | 10  | 14 |   |   |   |    |    |      |

| Rang | Équipe                        | Pts | J  | G | N | P | Bp | Bc | Diff |
| ---- | ----------------------------- | --- | -- | - | - | - | -- | -- | ---- |
| 1    | The Strongest La Paz          | 13  | 12 |   |   |   |    |    |      |
| 2    | Club Blooming                 | 13  | 12 |   |   |   |    |    |      |
| 3    | Club Independiente PetroleroP | 13  | 12 |   |   |   |    |    |      |
| 4    | Destroyers Santa Cruz         | 10  | 12 |   |   |   |    |    |      |
| 5    | San Pedro Cochabamba          | 6   | 12 |   |   |   |    |    |      |

#### Deuxième tour
| Rang | Équipe                        | Pts | J | G | N | P | Bp | Bc | Diff |
| ---- | ----------------------------- | --- | - | - | - | - | -- | -- | ---- |
| 1    | Bolivar La Paz                | 9   | 6 | 4 | 1 | 1 | 15 | 3  | +12  |
| 2    | Oriente Petrolero             | 7   | 6 | 3 | 1 | 2 | 8  | 5  | +3   |
| 3    | Independiente Petrolero Sucre | 5   | 6 | 1 | 3 | 2 | 5  | 11 | -6   |
| 4    | Destroyers Santa Cruz         | 3   | 6 | 1 | 1 | 4 | 2  | 11 | -9   |

| Rang | Équipe                       | Pts | J | G | N | P | Bp | Bc | Diff |
| ---- | ---------------------------- | --- | - | - | - | - | -- | -- | ---- |
| 1    | San José Oruro               | 8   | 6 | 4 | 0 | 2 | 5  | 3  | +2   |
| 2    | Club Blooming                | 7   | 6 | 3 | 1 | 2 | 6  | 5  | +1   |
| 3    | The Strongest La Paz         | 6   | 6 | 3 | 0 | 3 | 6  | 5  | +1   |
| 4    | Jorge Wilstermann Cochabamba | 3   | 6 | 1 | 1 | 4 | 3  | 7  | -4   |

#### Phase finale
Demi-finales :
| Équipe 1       | Résultat | Équipe 2          | Aller | Retour |
| -------------- | -------- | ----------------- | ----- | ------ |
| Bolivar La Paz | 2 - 2    | Club Blooming     | 2 - 1 | 0 - 1  |
| San José Oruro | 1 - 3    | Oriente Petrolero | 1 - 1 | 0 - 2  |

Finale :
| Équipe 1          | Résultat | Équipe 2       | Aller | Retour | Appui |
| ----------------- | -------- | -------------- | ----- | ------ | ----- |
| Oriente Petrolero | 3 - 3    | Bolivar La Paz | 2 - 1 | 0 - 2  | 1 - 0 |

### Tournoi II

#### Premier tour
| Rang | Équipe                | Pts | J | G | N | P | Bp | Bc | Diff |
| ---- | --------------------- | --- | - | - | - | - | -- | -- | ---- |
| 1    | Oriente Petrolero     | 10  | 6 | 3 | 2 | 1 | 10 | 6  | +4   |
| 2    | Club Blooming         | 9   | 6 | 1 | 5 | 0 | 8  | 6  | +2   |
| 3    | Real Santa Cruz       | 7   | 6 | 2 | 2 | 2 | 6  | 7  | -1   |
| 4    | Destroyers Santa Cruz | 5   | 6 | 0 | 3 | 3 | 5  | 10 | -5   |

| Rang | Équipe               | Pts | J | G | N | P | Bp | Bc | Diff |
| ---- | -------------------- | --- | - | - | - | - | -- | -- | ---- |
| 1    | The Strongest La Paz | 13  | 6 | 5 | 1 | 0 | 10 | 0  | +10  |
| 2    | Bolivar La Paz       | 9   | 6 | 3 | 1 | 2 | 14 | 5  | +9   |
| 3    | Litoral La Paz       | 3   | 6 | 1 | 1 | 4 | 2  | 11 | -9   |
| 4    | Club Always Ready    | 3   | 6 | 1 | 1 | 4 | 3  | 13 | -10  |

| Groupe C : \| Rang \| Équipe \| Pts \| J \| G \| N \| P \| Bp \| Bc \| Diff \| \| ---- \| ---------------------------- \| --- \| - \| - \| - \| - \| -- \| -- \| ---- \| \| 1 \| Ciclon Tarija \| 12 \| 8 \| 4 \| 3 \| 1 \| 11 \| 7 \| +4 \| \| 2 \| San José Oruro \| 10 \| 8 \| 3 \| 2 \| 3 \| 12 \| 11 \| +1 \| \| 3 \| Club Independiente Petrolero \| 10 \| 8 \| 3 \| 2 \| 3 \| 11 \| 11 \| 0 \| \| 4 \| Jorge Wilstermann Cochabamba \| 10 \| 8 \| 2 \| 4 \| 2 \| 10 \| 10 \| 0 \| \| 5 \| San Pedro Cochabamba \| 6 \| 8 \| 2 \| 1 \| 5 \| 5 \| 10 \| -5 \| |                              |     |   |   |   |   |    |    |      |
| Rang | Équipe                       | Pts | J | G | N | P | Bp | Bc | Diff |
| 1 | Ciclon Tarija                | 12  | 8 | 4 | 3 | 1 | 11 | 7  | +4   |
| 2 | San José Oruro               | 10  | 8 | 3 | 2 | 3 | 12 | 11 | +1   |
| 3 | Club Independiente Petrolero | 10  | 8 | 3 | 2 | 3 | 11 | 11 | 0    |
| 4 | Jorge Wilstermann Cochabamba | 10  | 8 | 2 | 4 | 2 | 10 | 10 | 0    |
| 5 | San Pedro Cochabamba         | 6   | 8 | 2 | 1 | 5 | 5  | 10 | -5   |

#### Deuxième tour
| Rang | Équipe          | Pts | J | G | N | P | Bp | Bc | Diff |
| ---- | --------------- | --- | - | - | - | - | -- | -- | ---- |
| 1    | Bolivar La Paz  | 8   | 6 | 2 | 4 | 0 | 9  | 4  | +5   |
| 2    | San José Oruro  | 7   | 6 | 2 | 3 | 1 | 9  | 5  | +4   |
| 3    | Real Santa Cruz | 5   | 6 | 1 | 3 | 2 | 9  | 13 | -4   |
| 4    | Club Blooming   | 4   | 6 | 1 | 2 | 3 | 5  | 10 | -5   |

| Rang | Équipe                       | Pts | J | G | N | P | Bp | Bc | Diff |
| ---- | ---------------------------- | --- | - | - | - | - | -- | -- | ---- |
| 1    | Oriente Petrolero            | 9   | 6 | 4 | 1 | 1 | 12 | 6  | +6   |
| 2    | The Strongest La Paz         | 7   | 6 | 2 | 3 | 1 | 10 | 10 | 0    |
| 3    | Club Independiente Petrolero | 5   | 6 | 2 | 1 | 3 | 8  | 9  | -1   |
| 4    | Ciclon Tarija                | 3   | 6 | 1 | 1 | 4 | 7  | 12 | -5   |

#### Phase finale
Demi-finales :
| Équipe 1          | Résultat | Équipe 2             | Aller | Retour |
| ----------------- | -------- | -------------------- | ----- | ------ |
| Bolivar La Paz    | 6 - 4    | The Strongest La Paz | 2 - 1 | 4 - 3  |
| Oriente Petrolero | 3 - 3    | San José Oruro       | 3 - 0 | 0 - 3  |

Finale :
| Équipe 1       | Résultat | Équipe 2          | Aller | Retour | Appui         |
| -------------- | -------- | ----------------- | ----- | ------ | ------------- |
| Bolivar La Paz | 6 - 4    | Oriente Petrolero | 4 - 1 | 1 - 2  | 1 - 1 3-4 tab |

## Bilan de la saison
| Championnat de Bolivie de football 1990 |                              |
| Champion                                | Oriente Petrolero (3e titre) |
| Qualifications continentales            |                              |
| Copa Libertadores 1991                  | Oriente Petrolero            |
| Copa Libertadores 1991                  | Bolivar La Paz               |
| Promotions et relégations               |                              |
| Promus en Primera A                     | Chaco Petrolero La Paz       |
| Promus en Primera A                     | Petrolero Cochabamba         |
| Promus en Primera A                     | Orcobol Cochabamba           |
| Relégués en Primera B                   | San Pedro Cochabamba         |
| Relégués en Primera B                   | Litoral La Paz               |